# Edith Cavell
Edith Louisa Cavell (Swardeston, 4 de desembre de 1865 – Schaarbeek, 12 d'octubre de 1915) va ser una infermera britànica.
És famosa per salvar les vides de soldats d'ambdós bàndols, sense discriminació i en ajudar a uns 200 soldats aliats (presoners fugitius i aviadors abatuts) a escapar de l'ocupació alemanya de Bèlgica durant la Primera Guerra Mundial, per la qual cosa va ser arrestada. Duta posteriorment a un consell de guerra, fou declarada culpable de traïció i condemnada a mort. Tot i la pressió internacional de misericòrdia, va ser executada per un escamot d'afusellament alemany. La seva execució va rebre la condemna mundial i una àmplia cobertura de la premsa.
Ella és ben coneguda per la seva afirmació que «el patriotisme no és suficient». Les seves fortes creences anglicanes la van empènyer a ajudar a tots els que ho necessitaven, tant soldats alemanys com aliats. En una seva cita destacada va dir: 
| « | «No puc parar, mentre hi hagi vides a salvar». | » |

Actualment se la recorda el 12 d'octubre en l'església anglicana, encara que no sigui un dia festiu (en el sentit de festa religiosa).
Edith Cavell, que tenia 49 anys en el moment de la seva execució, va destacar com a pionera de la infermeria moderna a Bèlgica.

## Joventut i estudis

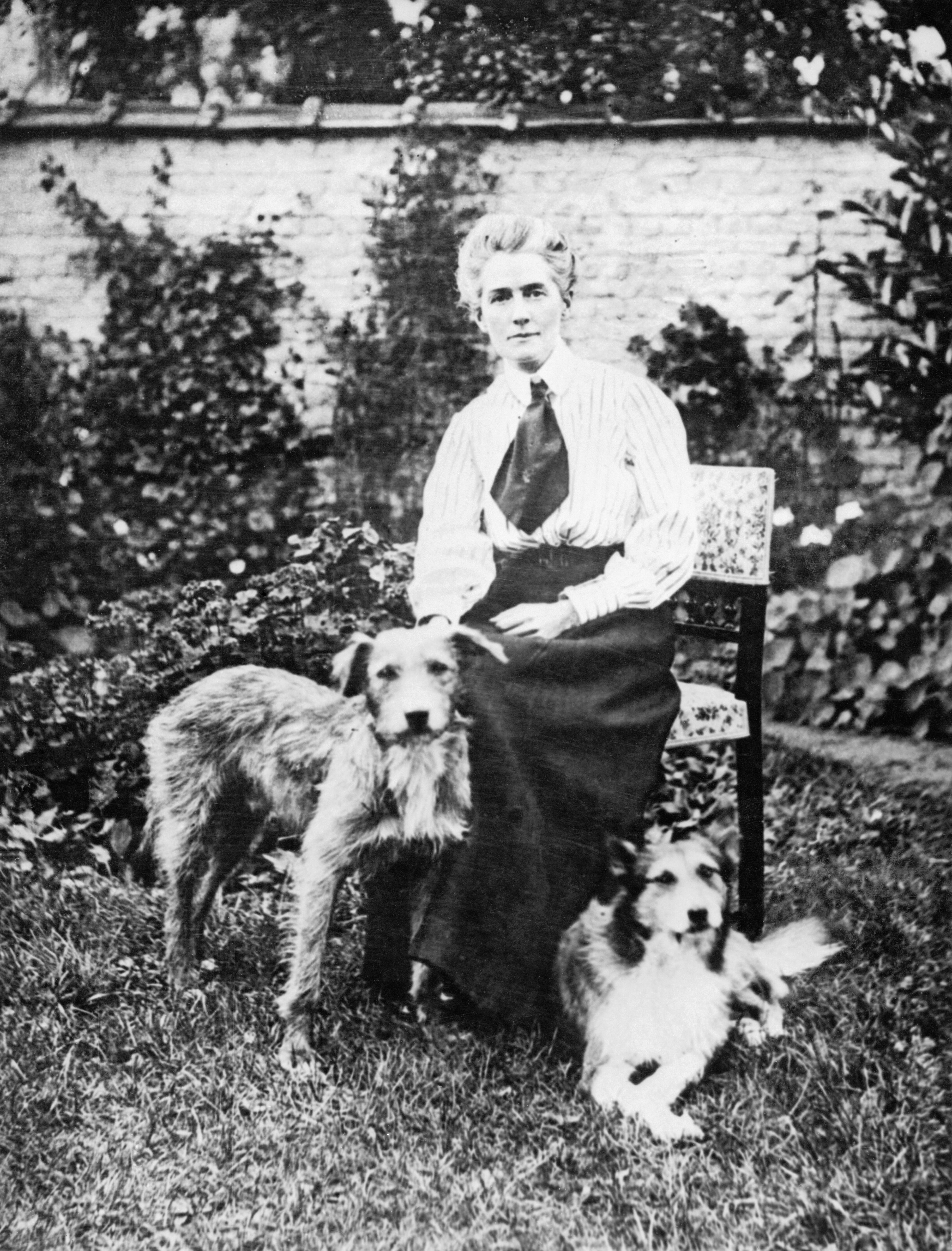
Cavell en un jardí a Brussel·les amb els seus dos gossos abans de l'esclat de la guerra

Edith Cavell va néixer el 4 de desembre de 1865 a Swardeston, un poble a prop de Norwich (Regne Unit), on el seu pare va ser vicari durant 45 anys. Ella era la gran dels quatre fills del reverend Frederick i de Louisa Sofhia Cavell, i sempre li van ensenyar a compartir amb els menys afortunats, tot i els escassos ingressos de la seva família. Es va educar al Norwich High School for Grils.
El 1884, la jove Edith ingressa a la Laurel Court de Peterborough i va obtenir el seu diploma d'institutriu.

El 1890 es va traslladar a Brussel·les, on va treballar durant cinc anys com a dida de la família François.

El 1895, va tornar durant un any a Swardeston per a curar el seu pare malalt. El 30 d'agost va entrar al Royal London Hospital com un auxiliar d'infermeria sota la matrona Eva Luckes.
Entre 1903 i 1907 va treballar com a infermera en diversos hospitals d'Anglaterra, incloent la infermeria del St Leonard's Shoreditch (l'actual St Leonard's Hospital).
En 1907 va tornar a Brussel·les i Antoine Depage la va nomenar infermera cap de l'École Belge d'Infirmières Diplômées (o l'Institut Mèdic Berkendael), a Ixelles, Brussel·les.
El 10 d'octubre de 1907, Antoine Depage va establir una escola d'infermeria en quatre cases contigües, números 143-149 del carrer Franz Merjay d'Ixelles. Ell va confiar la direcció general a Edith Cavell i l'administració de les finances de la seva esposa Marie; aquesta escola es va traslladar el 1914 a la ubicació actual de la clínica Edith Cavell. L'escola comptava amb cinquanta habitacions per a estudiants internats, que estaven unides a un institut mèdic-quirúrgic amb dues sales d'operacions, capaç d'hospitalitzar fins a vint pacients.
El 1910, «Miss Cavell» va veure que la professió d'infermeria ja havia guanyat prou punts de suport a Bèlgica com per a justificar la publicació d'una revista professional i, per tant, va posar en marxa la revista d'infermeria «L'infirmière». Un any més tard, Clavell era formadora d'infermeres en tres hospitals, 24 escoles i 13 escoles bressol a Bèlgica.
Quan va esclatar la Primera Guerra Mundial, l'escola d'infermeria i l'institut mèdic són assumits per la Creu Roja Belga (on Antoine Depage era president). Edith Cavell, que estava visitant la seva mare a Norwich, va rebre la notícia de la invasió de Bèlgica per l'Imperi Alemany, i tornà a Brussel·les el 3 d'agost de 1914. Amb les alumnes i Miss Wilkins (una altra infermera anglesa), va tractar els soldats ferits de l'exèrcit alemany i dels exèrcits dels Aliats.

## La resistència i la seva detenció
El novembre de 1914, després de l'ocupació alemanya de Brussel·les, Cavell va començar a protegir soldats britànics i ajudar-los a fugir fora de la Bèlgica ocupada, cap als Països Baixos neutrals. També va amagar dels alemanys a soldats britànics i francesos ferits, així com els civils belgues i francesos en edat militar, i els va proveir documentació falsa amb l'ajut de la princesa Marie de Croÿ al seu castell de Bellignies, prop de Mons. La contrasenya per a la xarxa era «Yorc», un anagrama de «Croÿ», el nom de la princesa Marie de Croÿ, que va participar en la xarxa.
A partir d'aquell moment es van dur a terme diversos ajuts des de les cases de Cavell, de Louis Séverin i d'altres en Brussel·les; on els seus amfitrions proporcionaven als fugitius diners per arribar a la frontera holandesa i guies obtinguts a través de Philippe Baucq (un arquitecte d'uns trenta anys). Això va col·locar Cavell en situació de violació de la llei militar alemanya. Les autoritats alemanyes van veure cada vegada més sospitoses les accions de la infermera, que es van veure agreujades per la seva franquesa.
El juny de 1915, dos homes arriben a l'institut mèdic com a soldats francesos que fugien. Un d'ells és Georges Gaston Quien, i l'altre és un agent alemany infiltrat que deia ser un aviador. Les detencions dels membres de la xarxa es van iniciar el 31 de juliol amb Philippe Baucq i Louise Thuliez. El 5 d'agost van ser detingudes Edith Cavell, la comtessa Jeanne de Belleville i la princesa Marie de Croÿ. Louise de Bettignies va ser detinguda el 20 d'octubre de 1915. Entre els col·laboradors havien molts patriotes, com el farmacèutic Louis Severin, l'advocat Albert Libiez, els cafeters Pansaers i Rasquin, o l'hosteler, cabareter i maçó François Van Dievoet, i el jove Edmond-Charles Lefebvre qui va ser condemnat a vuit anys de treballs forçats.
Tots van ser tancats a la presó de Sant-Gilles fins a principis d'octubre; Clavell va passar les dues últimes setmanes en confinament solitari. Va fer tres declaracions a la policia alemanya (els dies 8, 18 i 22 d'agost), admetent que havia estat fonamental en el trasllat d'uns 60 soldats britànics i 15 soldats francesos, així com a prop de 100 civils francesos i belgues en edat militar cap a la frontera i que va amagar a la majoria d'ells a casa seva.

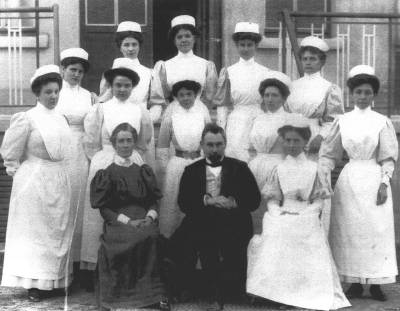
Edith Cavell (asseguda a l'esquerra), Antoine Depage (assegut al centre) i part de les infermeres de l'institut mèdic-quirúrgic d'Uccle
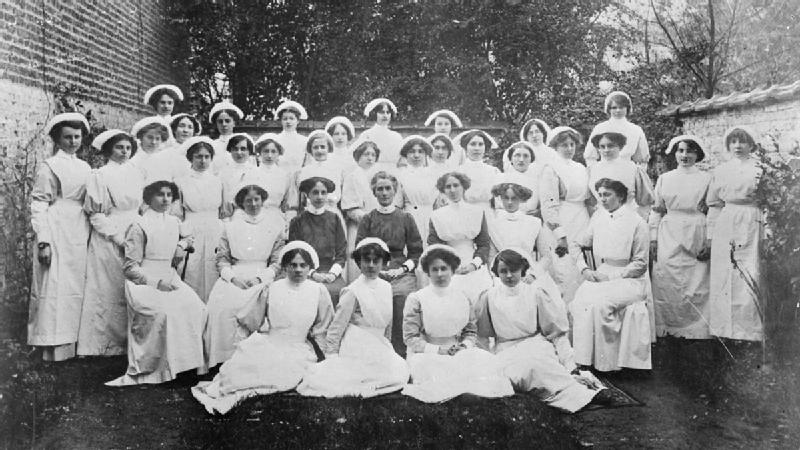
Cavell (asseguda al centre) amb un grup d'estudiants d'infermeria multinacionals que ella va entrenar a Brussel·les. Estan assegudes en un jardí, presumiblement el jardí de l'hospital de formació de Brussel·les
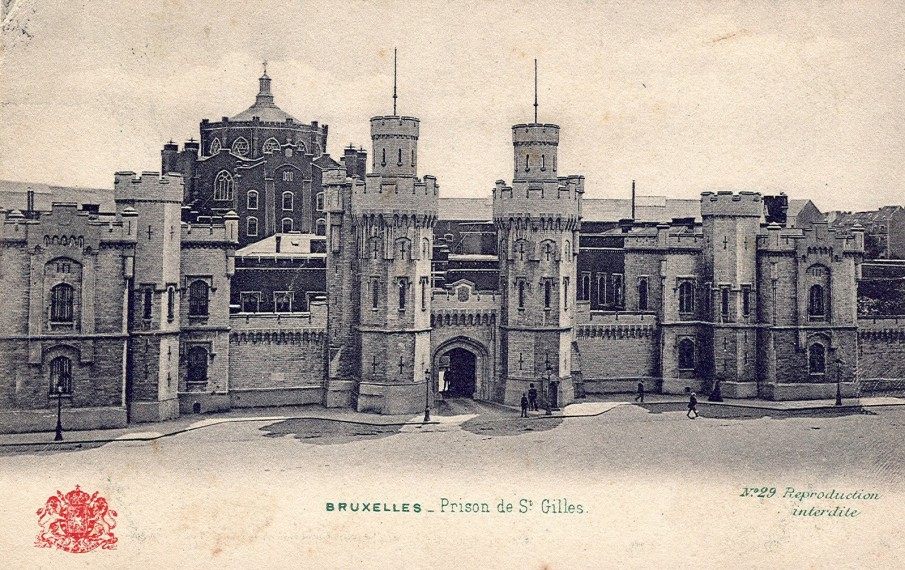
La presó de Saint-Gilles a principis del segle xx

## El judici i la seva execució
Cavell no va ser detinguda per espionatge, com molta gent creu, sinó per «traïció», tot i no tenir la nacionalitat alemanya. Es creu que va ser reclutada pel Servei Secret d'Intel·ligència britànic (SIS) i apartada de les seves funcions d'espionatge per tal d'ajudar a escapar els soldats aliats, encara que això no és àmpliament acceptat.
Mentre estava detinguda, Cavell va ser interrogada en francès, però les actes de les sessions es van escriure en alemany; fet que va donar a l'interrogador la possibilitat de malinterpretar les seves respostes. Tot i que podia haver estat tergiversada, Clavell no va fer cap intent de defensar-se. Se li va proporcionar un defensor aprovat pel governador militar alemany; un defensor anterior, que va ser triat per l'assistenta de Cavell, Elizabeth Wilkins, va ser finalment rebutjat pel governador.
Els detinguts de la xarxa van ser jutjats durant el 7 i 8 d'octubre de 1915; l'advocat Sadi Kirslchen, de Brussel·les, va defensar Cavell.
En el seu consell de guerra va ser processada per ajudar soldats britànics i francesos, a més dels joves belgues, a travessar la frontera i, finalment, entrar a la Gran Bretanya. Ella va admetre la seva culpabilitat quan va signar una declaració el dia abans del judici. Cavell va declarar que els soldats que havia ajudat a escapar li ho agraïen escrivint-la quan es trobaven segurs a la Gran Bretanya. Aquesta admissió va confirmar que Cavell havia ajudat els soldats a fugir cap la frontera holandesa, però també va establir que ella els va ajudar a escapar cap a un país en guerra amb Alemanya.
El baró von der Lancken és conegut per haver declarat que Cavell havia de ser perdonada a causa de la seva completa honestedat i perquè ella havia ajudat a salvar moltes vides d'alemanys, així com d'aliats. No obstant això, el general von Sauberzweig, governador militar de Brussel·les, va ordenar que «pels interessos de l'Estat» l'aplicació de la pena de mort contra Baucq i Cavell havia de ser immediata, negant a les autoritats superiors l'oportunitat de considerar la clemència.
La pena, d'acord amb la llei militar alemanya, era la mort. El paràgraf 58 del Codi Militar Alemany diu sobre els culpables: 
El cas esmentat en el paràgraf 90 abans esmentat consisteix en «la conducta dels soldats cap a l'enemic», encara que això no va ser tradicionalment castigat amb la mort. A més, les sancions d'acord amb el paràgraf 160 del Codi Militar Alemany, en cas de guerra, s'apliquen als estrangers, així com als alemanys. Mentre que el Primer Conveni de Ginebra garantia la protecció ordinària al personal mèdic, aquesta protecció es perdia quan s'utilitzava com a cobertura per a qualsevol acció bel·ligerant. Aquesta pèrdua s'expressa en l'article 7 de la versió 1906 de la Convenció, que era la versió vigent en el moment. Les autoritats alemanyes es van veure justificades simplement en base de la llei alemanya i dels interessos de l'Estat alemany.
De les 27 persones jutjades, 5 van ser condemnades a mort l'11 d'octubre de 1915 a les 17.00 h: Cavell, Baucq, Louise Thuliez, Severin i la comtessa Jeanne de Belleville. Dels cinc condemnats a mort, només van ser executats Cavell i Baucq; els altres tres se'ls va commutar la pena.
El govern britànic no podia fer res per ajudar-la. Sir Horace Rowland, de l'Oficina d'Afers Exteriors va dir:
| « | Em temo que és probable que la sentència de la senyoreta Cavell sigui ferma; em temo que no tenim poder. | » |

Lord Robert Cecil, subsecretari d'Afers Exteriors, aconsellava que:
| « | Qualsevol representació nostra, farà més mal que bé. | » |

Els Estats Units d'Amèrica, però, encara no s'havia unit a la guerra i estava en condicions d'aplicar pressió diplomàtica. Hugh S. Gibson, primer secretari de la legació dels Estats Units a Brussel·les, va deixar clar al govern alemany que l'execució de Cavell danyaria encara més la reputació ja danyada d'Alemanya. Més tard, va escriure:
| « | Recordem [al governador civil alemany Baró von der Lancken] de la crema de Lovaina i l'enfonsament del Lusitania, i li vam dir que aquest assassinat s'alinearia amb aquests dos assumptes i que agitaria a tots els països civilitzats amb horror i repugnància. El comte Harrach va irrompre amb l'observació més aviat irrellevant que preferiria veure la senyoreta Cavell amb un tret abans que vingués un dany al més humil soldat alemany, i que lamentava que només hi haguessin «tres o quatre dones angleses velles per disparar». | » |

La nit abans de la seva execució, ella va dir al reverend Stirling Gahan, el capellà anglicà a qui se li havia permès veure-la i donar-li l'Eucaristia:
| « | El patriotisme no és suficient. No tinc odi ni amargor cap a ningú. | » |

Aquestes paraules estan inscrites en la seva estàtua a Saint Martin's Place, prop de Trafalgar Square, a Londres.

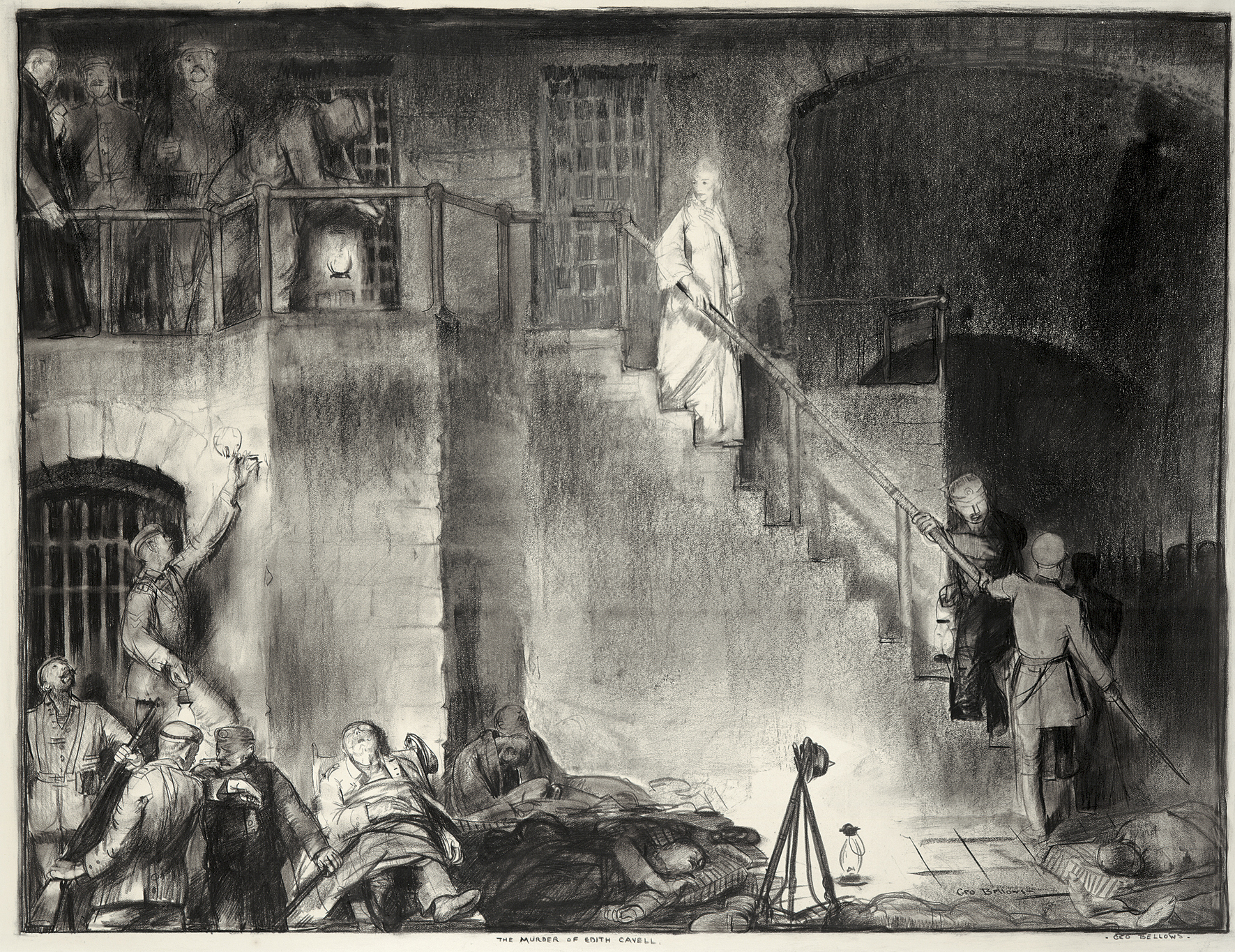
George Bellows, La mort d'Edith Cavell, 1918, Princeton University Art Museum

Des del seu llit, malalt, Brand Whitlock, el ministre dels Estats Units d'Amèrica a Bèlgica, va escriure una nota personal sobre Cavell a Moritz von Bissing, el governador general de Bèlgica. Hugh Gibson; Maitre G. de Leval, l'assessor jurídic de la legació dels Estats Units; i Rodrigo Saavedra y Vinent, segon Marquès de Villalobar, el ministre espanyol, van formar una delegació a la mitjanit per a recórrer a la misericòrdia o almenys per ajornar de la pena. Malgrat aquests esforços, el baró von der Lancken va procedir a l'execució.
Setze homes, formant dos escamots d'execució, van dur a terme la sentència pronunciada sobre ella i, junt amb quatre homes belgues, va ser afusellada al camp de tir Tir national, a Schaerbeek, a les 7.00 h del 12 octubre de 1915.
Hi ha informacions contradictòries dels detalls de l'execució de Cavell:
- Edith Cavell es va negar que li embenessin els ulls i es va desmaiar en veure les armes de l'escamot d'afusellament davant d'ella. Ella caigué a terra i l'oficial al comandament de l'escamot li disparà un tret al cap amb el seu revòlver.
- en el guió de la pel·lícula «Nurse Edith Cavell» (1939), Reginald Berkeley va escriure que un soldat de l'escamot, anomenat Rammler, es va negar a disparar i va ser abatut per l'oficial de l'escamot quan va finalitzar l'execució d'Edith Cavell.[17]
- segons la versió donada pel reverend Stirling Gaham,[3] Edith Cavell i Philippe Baucq estaven junts i amb els ulls embenats, cadascú al davant de vuit soldats. L'escamot els van disparar després de l'ordre de foc i l'oficial els va disparar el tret de gràcia al cap amb el seu revòlver. També és la versió oficial donada pel general Moritz von Bissing, governador militar de la Bèlgica ocupada.

Les seva execució, la certificació de la mort, i l'enterrament van ser presenciats pel poeta alemany Gottfried Benn en la seva qualitat de «Doctor major en el Govern de Brussel·les des dels primers dies de l'ocupació (alemanya)». Benn va escriure un informe detallat titulat «Wie Miss Cavell erschossen wurde» (1928), que ha estat traduït al 2013 per «Com li van disparar a Miss Clavell» en «Impromptus: selecció de poemes i alguna prosa».
També hi ha una disputa sobre la condemna imposada sota el Codi Militar alemany. Suposadament, la pena de mort corresponent a la infracció comesa per Cavell no va ser declarada oficialment fins a algunes hores després de la seva mort. Però el Comitè de la postguerra britànica d'investigació sobre infraccions de les lleis de la guerra considera que el veredicte va ser legalment correcte.
Per instruccions del ministre espanyol, dones belgues van enterrar immediatament el seu cos al costat de la presó de Saint-Gilles. Després de la guerra, el seu cos va ser portat de tornada a Gran Bretanya per a un servei commemoratiu a l'Abadia de Westminster i després es va traslladar a Norwich, per ser sepultada al Life's Green, al costat est de la catedral. El Rei va haver de concedir una excepció a una Order in Council de 1854, que impedia qualsevol enterrament en els terrenys de la catedral, per permetre l'enterrament.

## La propaganda durant la Primera Guerra Mundial
En els mesos i anys següents de la mort de Cavell, es va publicar la seva història en articles de diaris, fullets, cartells, segells, postals i llibres. Ella va esdevenir una figura icònica de propaganda per al reclutament militar en la Gran Bretanya i per ajudar a augmentar el sentiment favorable cap als aliats dels Estats Units. Ella era una icona popular pel seu sexe, la seva professió d'infermera i la seva aparença heroica fins al moment de la seva mort. La seva execució va ser representada com un acte de barbàrie alemanya i de depravació moral.
Els informes de premsa apareguts poc després de l'execució de Cavell eren certs només en part. Fins i tot l'American Journal of Nursing va publicar un relat fictici sobre l'execució de Cavell, que deia que es va desmaiar i va caure a causa de la seva negativa a fer servir una bena davant de l'escamot d'afusellament. Pel que sembla, mentre ella estava inconscient, l'oficial alemany al comandament de l'escamot la va executar amb un revòlver. Nombroses històries com aquesta van estimular la indignació internacional i, en general, els sentiments antialemanys.
Juntament amb la invasió de Bèlgica, i l'enfonsament del Lusitania, l'execució de Cavell va ser àmpliamen difosa en Gran Bretanya i Amèrica del Nord per la Wellington House, l'oficina de propaganda de guerra britànica.
La decisió del govern britànic de donar a conèixer la història de Cavell, com a part del seu esforç de propaganda, la va convertir en la més destacada de les víctimes de sexe femení britàniques de la Primera Guerra Mundial. La combinació del seu atractiu heroisme amb la ressonància de les històries d'atrocitats van fer del cas de Cavell un dels més eficaços en la propaganda britànica de la Primera Guerra Mundial, així com un factor en el perdurable sentiment antialemany durant la postguerra.

La tomba d'Edith Cavell a Bèlgica
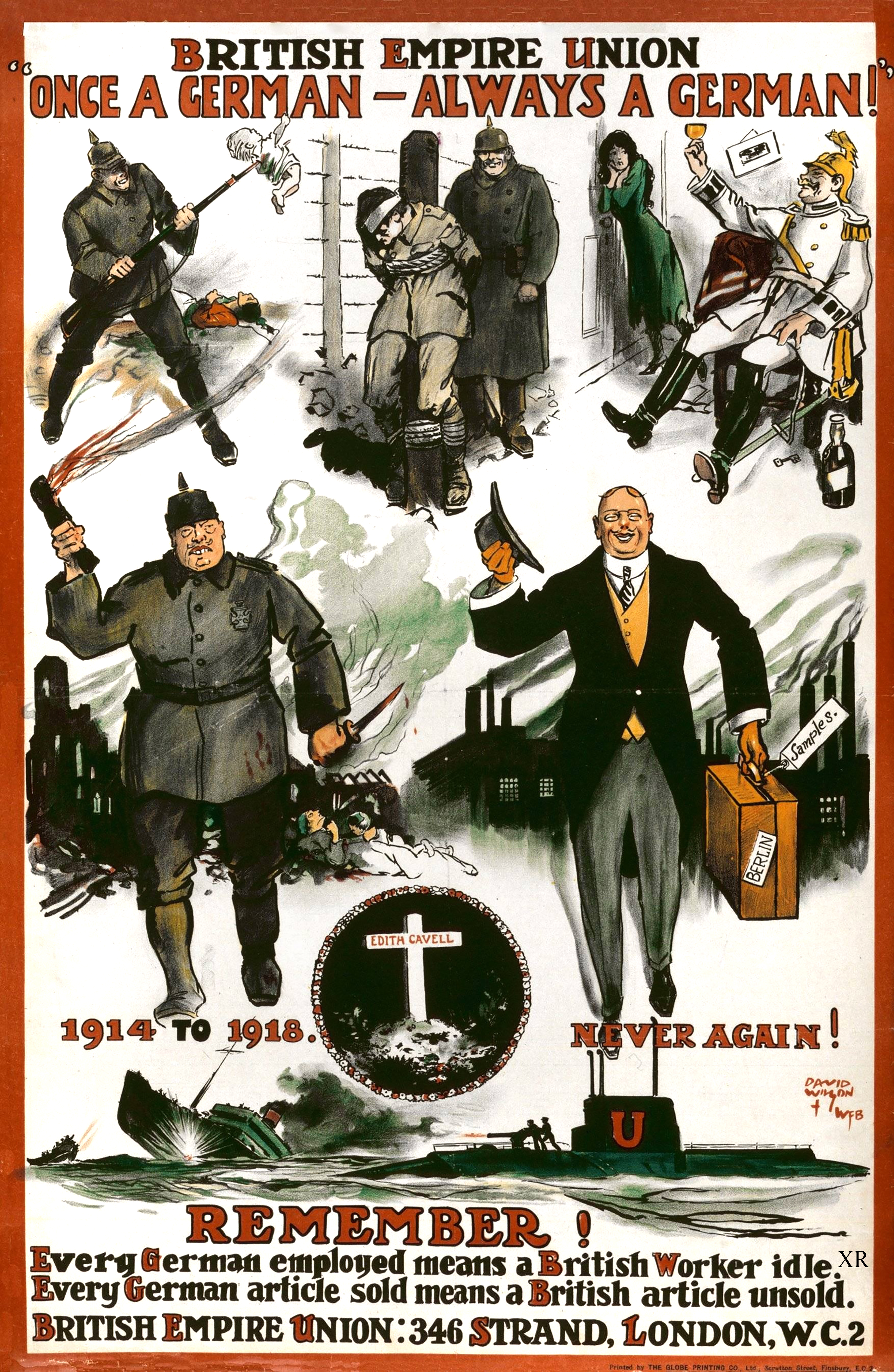
Un cartell antialemany posterior a la Primera Guerra Mundial de la British Empire Union, on s'inclou la tomba d'Edith Cavell
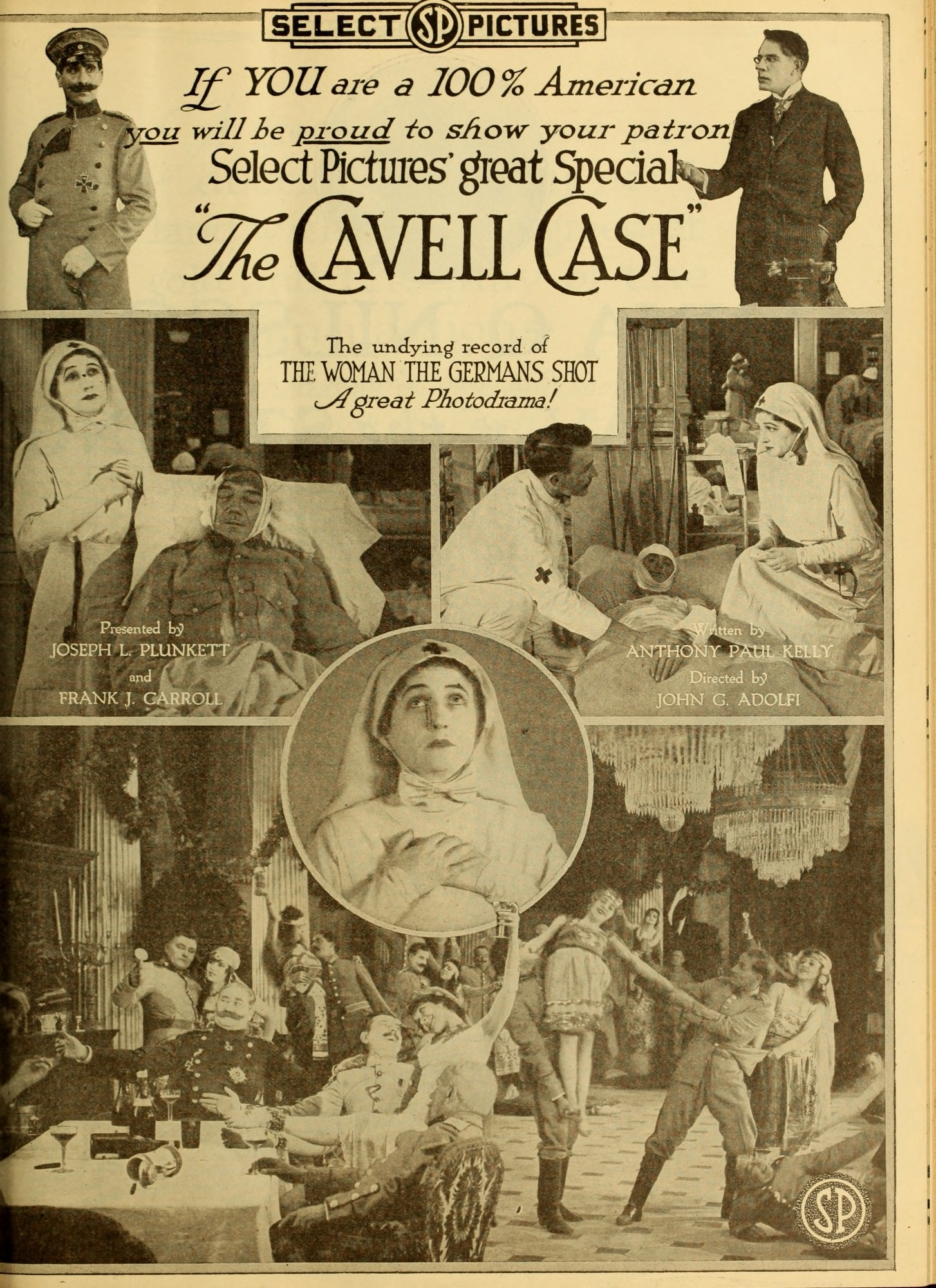
Cartell publicitari de 1919 de la pel·lícula estatunidenca «The Cavell Case» (1918), coneguda també com «The Woman the Germans Shot», sobre Edith Cavell

Abans de la Primera Guerra Mundial, Cavell no era gaire coneguda fora dels cercles d'infermeria. Això va permetre dues representacions diferents de la veritat sobre ella en la propaganda britànica, que van ser una resposta als intents de l'enemic per justificar la seva execució, incloent el suggeriment que Cavell, durant l'interrogatori, havia donat informació que incriminava a uns altres. El novembre de 1915, el Ministeri d'Afers Estrangers britànic va emetre una negació sobre que Cavell havia implicat a qualsevol altra persona en el seu testimoni.
Una imatge representada comunament era la de Cavell com una víctima innocent d'un enemic despietat i deshonrós. Aquest punt de vista, junt a que havia ajudat als soldats aliats a escapar, però que era innocent d'espionatge, van ser utilitzats amb més freqüència en les diverses formes de propaganda britànica, com postals i il·lustracions de diaris durant la guerra. La seva història va ser presentada a la premsa britànica com un mitjà d'alimentar el desig de venjança en el camp de batalla. Aquestes imatges van fer que els homes s'allistessin immediatament a les forces armades per tal d'aturar a les forces que podien organitzar un assassinat judicial d'una dona britànica innocent.
Una altra representació de Cavell durant la Primera Guerra Mundial la va descriure com una dona valenta, reservada, seriosa i patriòtica, que va dedicar la seva vida a la infermeria i va morir per haver salvat altres persones. Aquesta representació s'ha il·lustrat en nombroses fonts biogràfiques, de les experiències personals de primera mà com a infermera de la Creu Roja. El pastor Le Seur, el capellà de l'exèrcit alemany, va dir sobre el moment de la seva execució:
| « | No crec que la senyoreta Cavell volgués ser una màrtir […] però estava disposada a morir pel seu país […] la senyoreta Cavell era una dona molt valenta i una fidel cristiana. | » |

Un altre capellà anglicà, el reverend Gahan, recorda les paraules de Cavell:
| « | No tinc por ni encongiment; he vist la mort tan sovint que ja no és estranya, o temorosa per a mi! | » |

En aquesta interpretació, el seu estoïcisme va ser vist com el d'una dona no-combatent notable, i li va proporcionar un renom més gran que un home hauria rebut en circumstàncies similars.

## La resposta d'Alemanya
El Govern Imperial alemany va pensar que havia actuat raonablement. En una carta, el subsecretari d'Afers Exteriors alemany, el Dr. Alfred Zimmermann (no confondre amb Arthur Zimmermann, secretari d'Afers Exteriors alemany) va fer una declaració a la premsa en nom del govern alemany:
| « | Ha sigut una llàstima que la senyoreta Cavell fos executada, però va ser necessari. Ella va ser jutjada amb justícia ... És, sens dubte, una cosa terrible que una dona fos executada; però tingui en compte el que li succeiria a un Estat, sobretot durant una guerra, si es deixen els crims dirigits a la seguretat dels seus exèrcits en la impunitat pel fet que fossin comesos per dones. | » |

Des de la perspectiva del govern alemany, havien d'executar a Cavell perquè no hagués un augment en el nombre de dones que participessin en actes contra Alemanya perquè sabien que no serien castigades severament. Les lleis alemanyes no feien distincions entre sexes; l'única excepció a aquesta regla és, que d'acord amb els costums jurídics, les dones en una «condició delicada» (probablement això significava «embarassada») no podien ser executades. No obstant això, el gener de 1916, el Kaiser va decretar que les dones no fossin condemnades a mort sense el seu suport explícit previ.
El govern alemany també creia que totes les persones acusades eren completament conscients de la naturalesa dels seus actes. El tribunal havia prestat especial atenció en aquest punt, alliberant algunes persones acusades quan havia dubte sobre si els acusats sabien que les seves accions eren punibles. Els que van ser condemnats, per contra, sabien molt bé el que estaven fent i el càstig per la comissió dels seus crims perquè havien «nombroses proclames públiques que assenyalaven que el fet d'ajudar els exèrcits enemics es castigava amb la mort».

## Enterrament i monuments
Les restes de Cavell van ser retornades a la Gran Bretanya després de la guerra. Quan el vaixell que portava el taüt va arribar a Dover, va sonar en les campanes de l'església parroquial un repic complet de Grandsire triples (5040 canvis, de Parker Dotze-Part). El repic va ser notable:
| « | L'escala amb les campanes profundament sordes amb l'excepció del tenor, que estava oberta en la carrera de retorn, en senyal de respecte a la infermera Cavell, el cos va arribar a Dover durant el repic i va descansar a la ciutat fins l'endemà al matí. Els tocs de les campanes 1-2-3-4-5-6 són exsoldats, F. Elliot va estar vuit mesos presoner de guerra en Alemanya. | » |

Aquest repic de campanes s'usa normalment només per la mort dels sobirans.
Després d'una pausa durant la nit a l'església parroquial, el cos va ser transportat a Londres i va tenir lloc un funeral d'estat a l'abadia de Westminster. El 19 de maig de 1919, el seu cos va ser enterrat de nou al costat est de la catedral de Norwich; encara es porta a terme cada mes d'octubre un servei a la tomba.

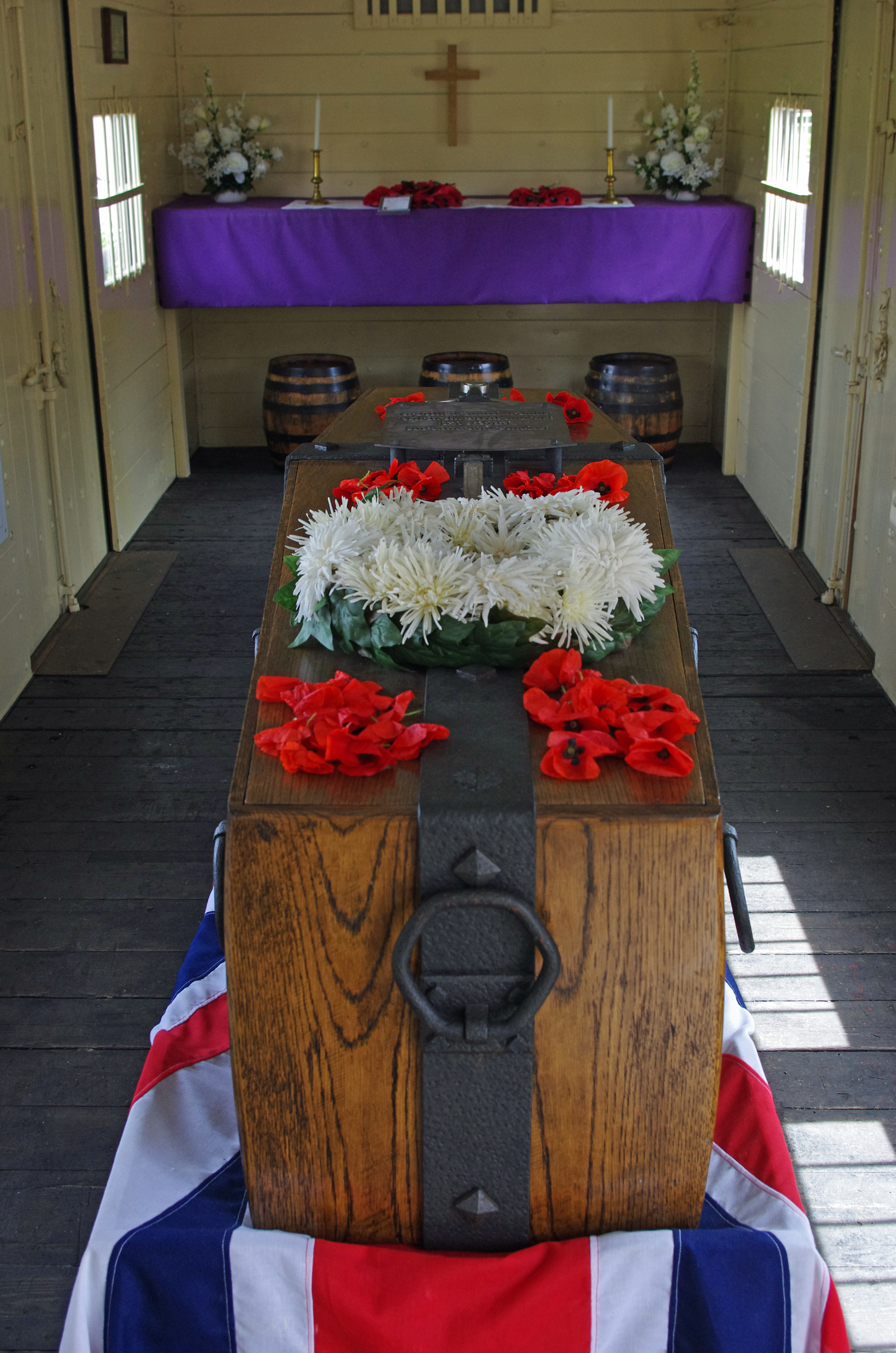
Interior del Cavell Van en l'estació de ferrocarril de Bodiam, Regne Unit

El vagó de tren conegut com el Cavell Van, que va transportar les seves restes de Dover a Londres, es manté com un monument al Kent and East Sussex Railway, i en general es pot veure en l'estació de tren de Bodiam.
Al calendari de sants de l'Església d'Anglaterra, el dia assenyalat per a la celebració d'Edith Cavell és el 12 d'octubre. Es tracta d'un memorial en el seu honor en lloc de la canonització formal i, per tant, no és un «dia de la festa del sant» en el sentit tradicional.
Després de la mort de Cavell, van sorgir molts monuments van al voltant del món per recordar-la. Un dels primers va ser presentat el 12 d'octubre de 1918 per la reina Alexandra en els terrenys de la catedral de Norwich, durant l'obertura d'una llar per a les infermeres que també portava el seu nom.
Per commemorar el centenari en 2015, es va restaurar la tomba de Cavell en els terrenys de la catedral de Norwich després d'haver rebut una subvenció de 50.000 £. Durant l'octubre de 2015, el vagó de tren (Cavell Van) que es va utilitzar per transportar el cos Cavel, es va exhibir a l'exterior del Forum de Norwich.
La Royal Mint va emetre una moneda commemorativa del Regne Unit de 5£ en honor de Clavell, que formava part d'un conjunt que es van publicar al 2015 amb motiu del centenari de la Primera Guerra Mundial.
Altres honors inclouen:

### Monuments
- una placa memorial en St Leonard's Hospital, Hackney (Regne Unit)
- l'Edith Cavell Memorial Reserve en Barkly Street, Ararat, Victoria (Austràlia), establert pel Mother's Club of the State School en 1931[29]
- una dedicació al monument als caiguts situat al Sacred Trinity Church, Salford (Regne Unit).
- un monument de marbre i pedra, coronat per un bust de Cavell, en Kings Domain, Melbourne (Austràlia).
- un monument de Henry Alfred Pegram, prop de la catedral de Norwich, Norwich (Regne Unit)
- una torre commemorativa afegida a la St. Mary & St. George Anglican Church, en Jasper, Alberta (Canadà).[30]
- un memorial a l'interior de la catedral de Peterborough, Peterborough (Regne Unit).
- un monument de pedra en París, una de les dues estàtues que Adolf Hitler va ordenar destruir durant la seva visita en 1940 (l'altra estàtua era de Charles Mangin).[31]
- un monument de pedra, incloent una estàtua de Clavell, que George Frampton va donar a conèixer en 1920, al costat de Trafalgar Square, Londres (Regne Unit).[32][33]
- una inscripció en un memorial de la Primera Guerra Mundial, on figuren les 35 persones executades per l'exèrcit alemany al Tir Nacional de Schaerbeek, Brussel·les (Bèlgica).
- monument a Edith Cavell i Marie Depage, per Paul Du Bois en Brussel·les (Bèlgica).
- un bust al Montjoiepark, en Uccle (Bèlgica), inaugurat el 12 d'octubre de 2015 per la princesa reial Anna del Regne Unit i la princesa Àstrid de Bèlgica.

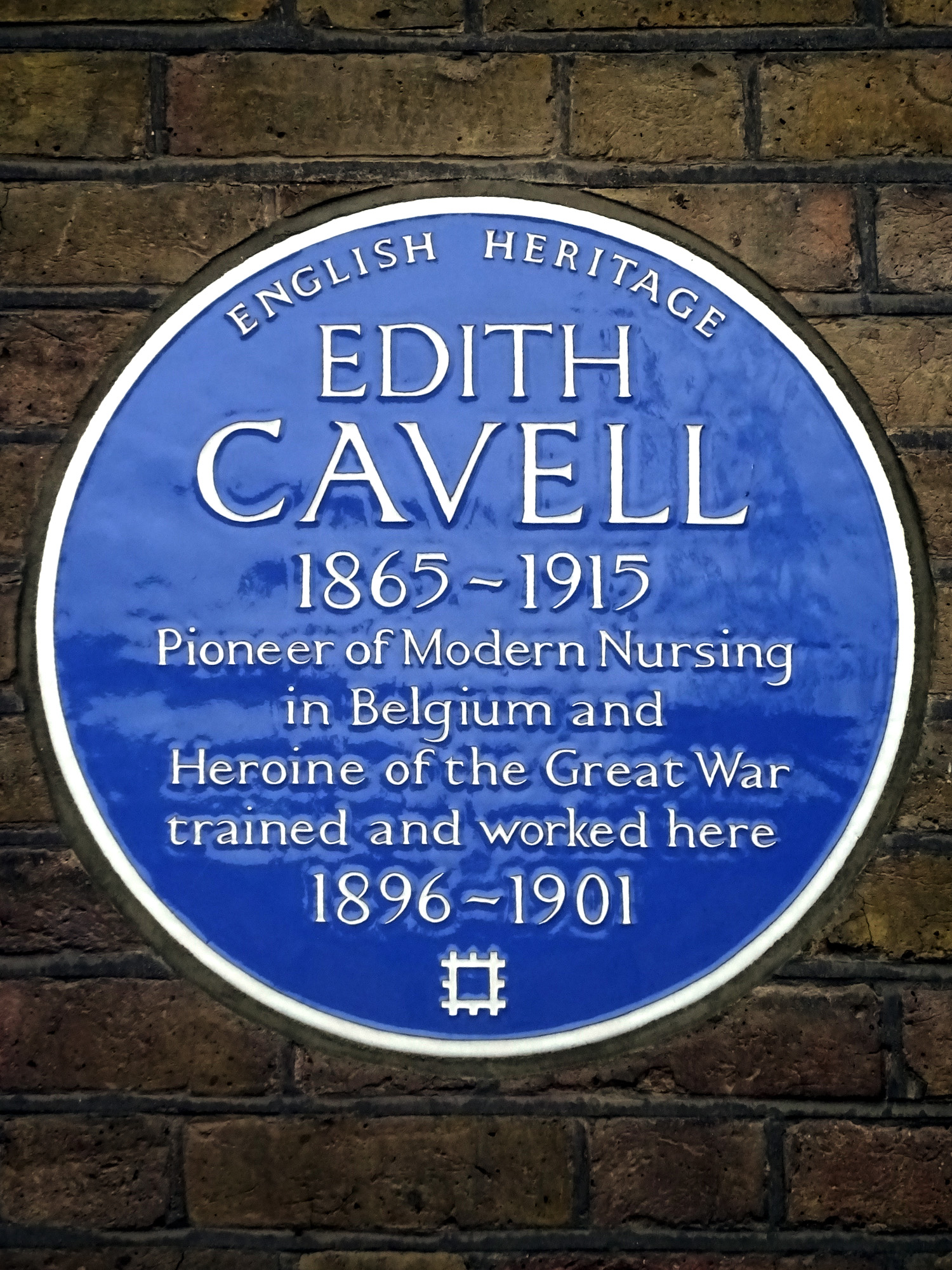
Placa blava de l'English Heritage fixada al Royal London Hospital (Whitechapel, Regne Unit)
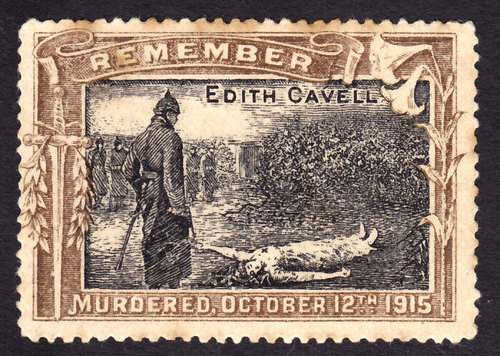
Un segell semipostal publicat poc després de la mort d'Edith Cavell
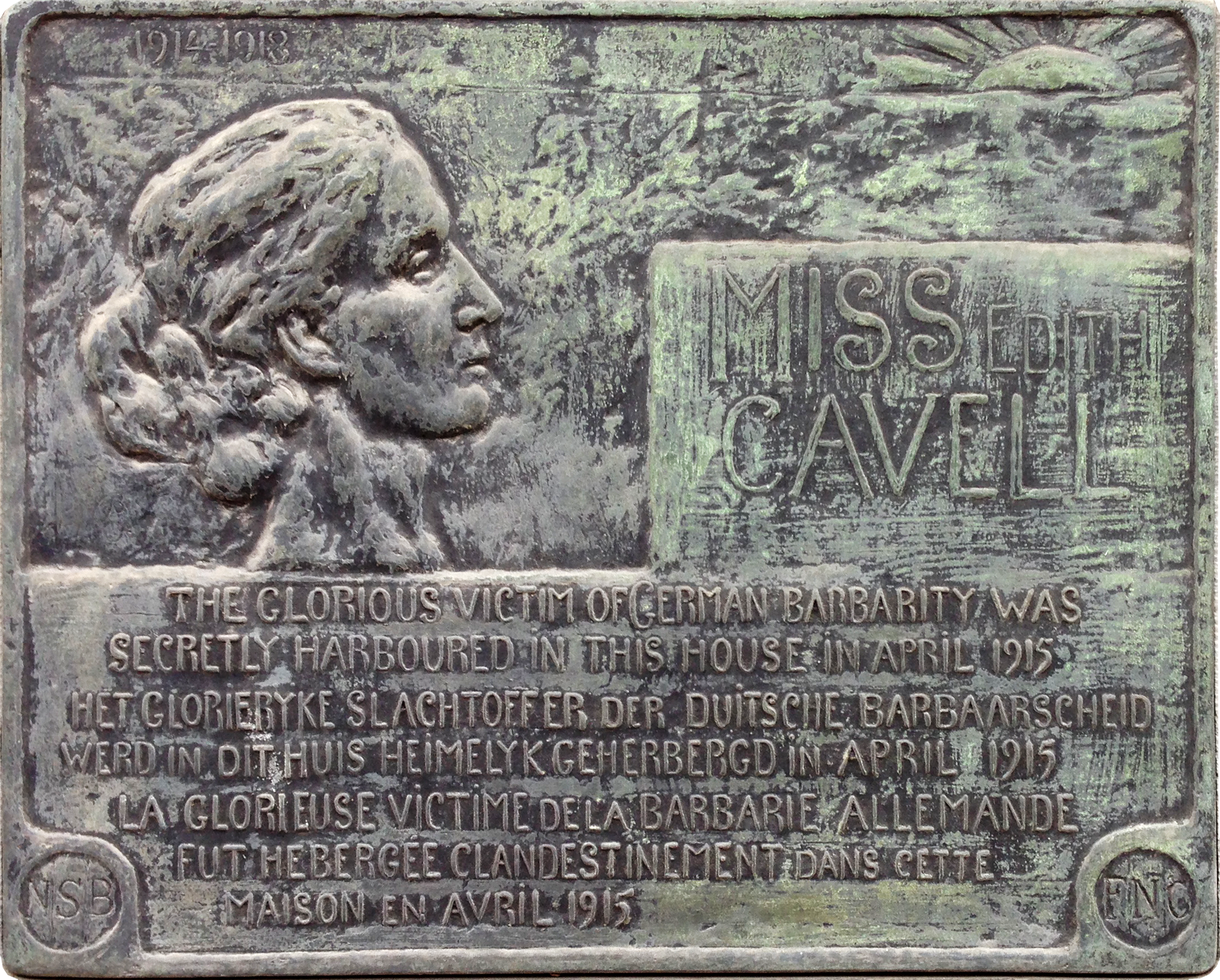
Placa d'Edith Cavell en Gant, Bèlgica
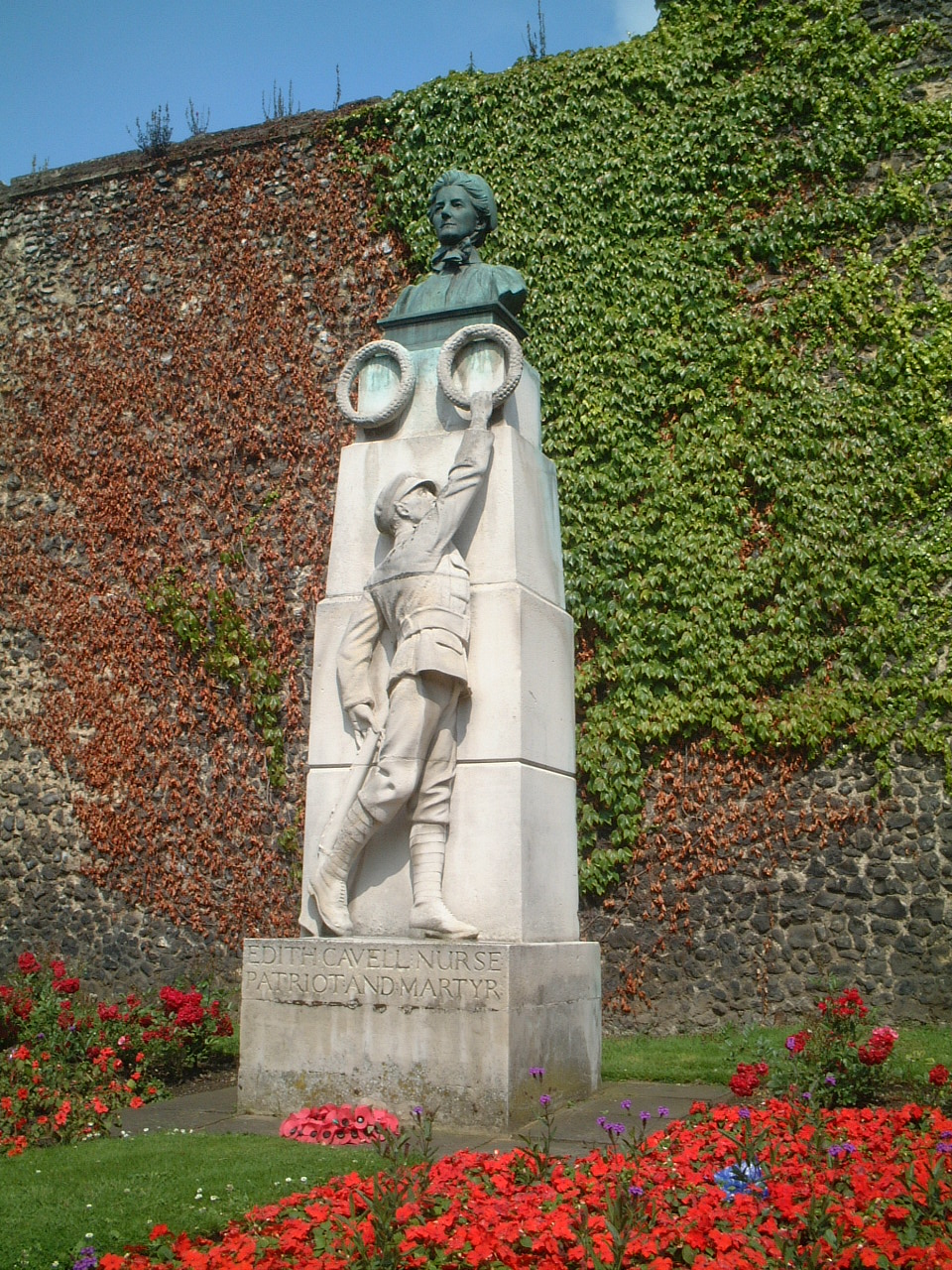
Memorial a Cavell en la Catedral de Norwich (Norwich, Regne Unit)
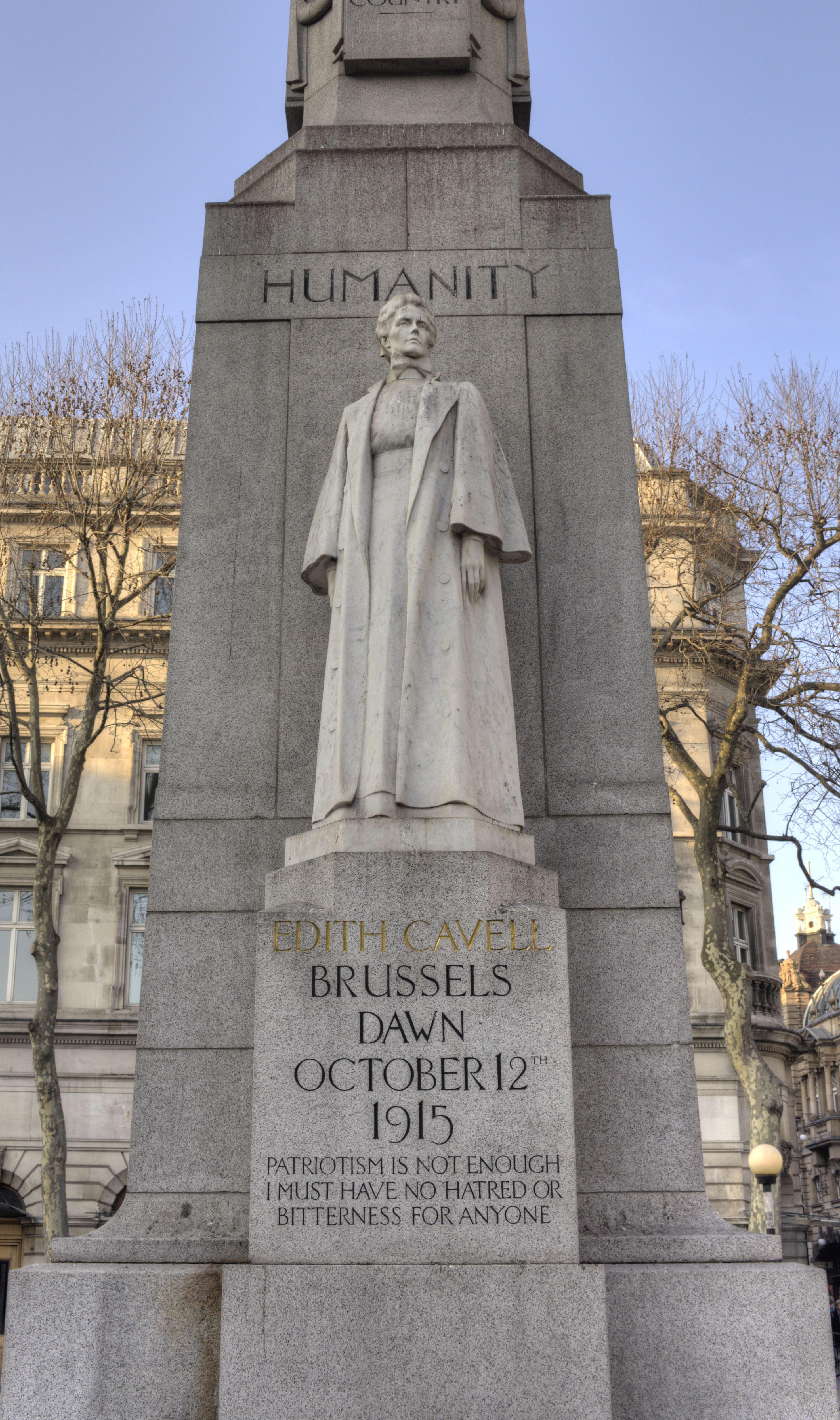
Detall de l'Edith Cavell Memorial en St Martin's Place (Londres, Regne Unit)
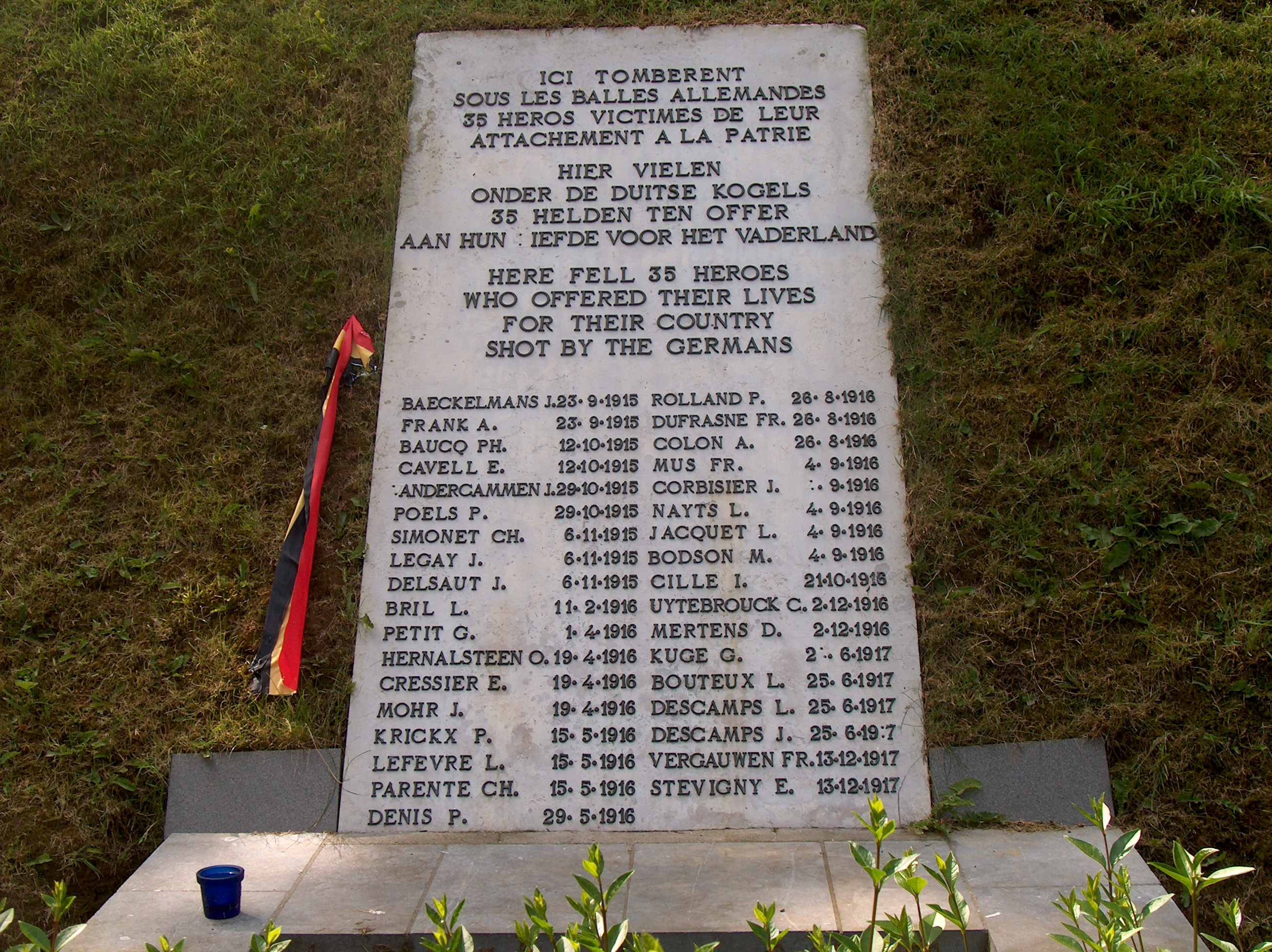
Memorial de la Primera Guerra Mundial en la Rue Colonel Bourg, (Schaerbeek, Bèlgica), on està inclòs el nom d'Edith Cavell
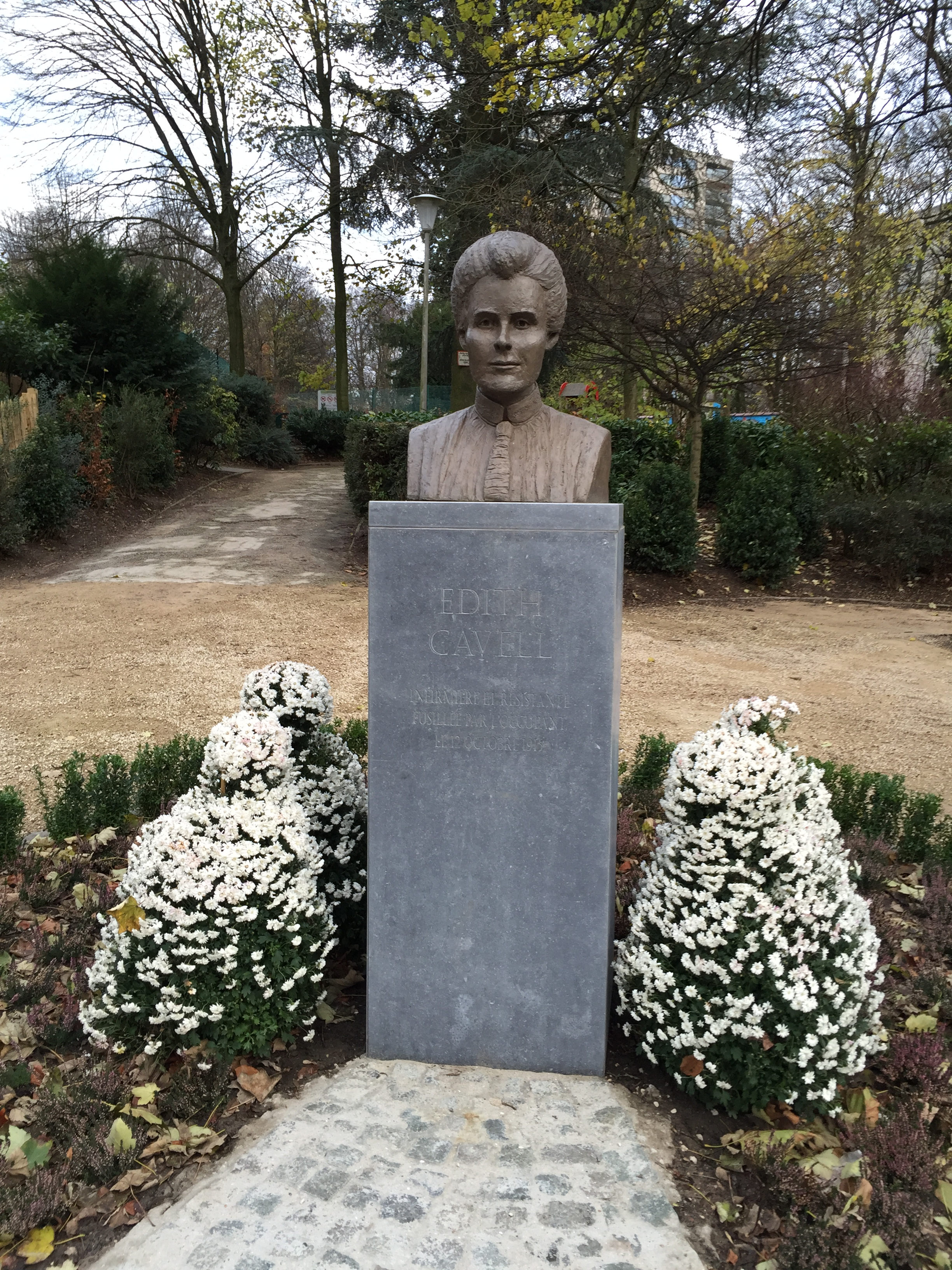
Monument a Edith Cavell (2015), de Nathalie Lambert, en Uccle (Bèlgica)
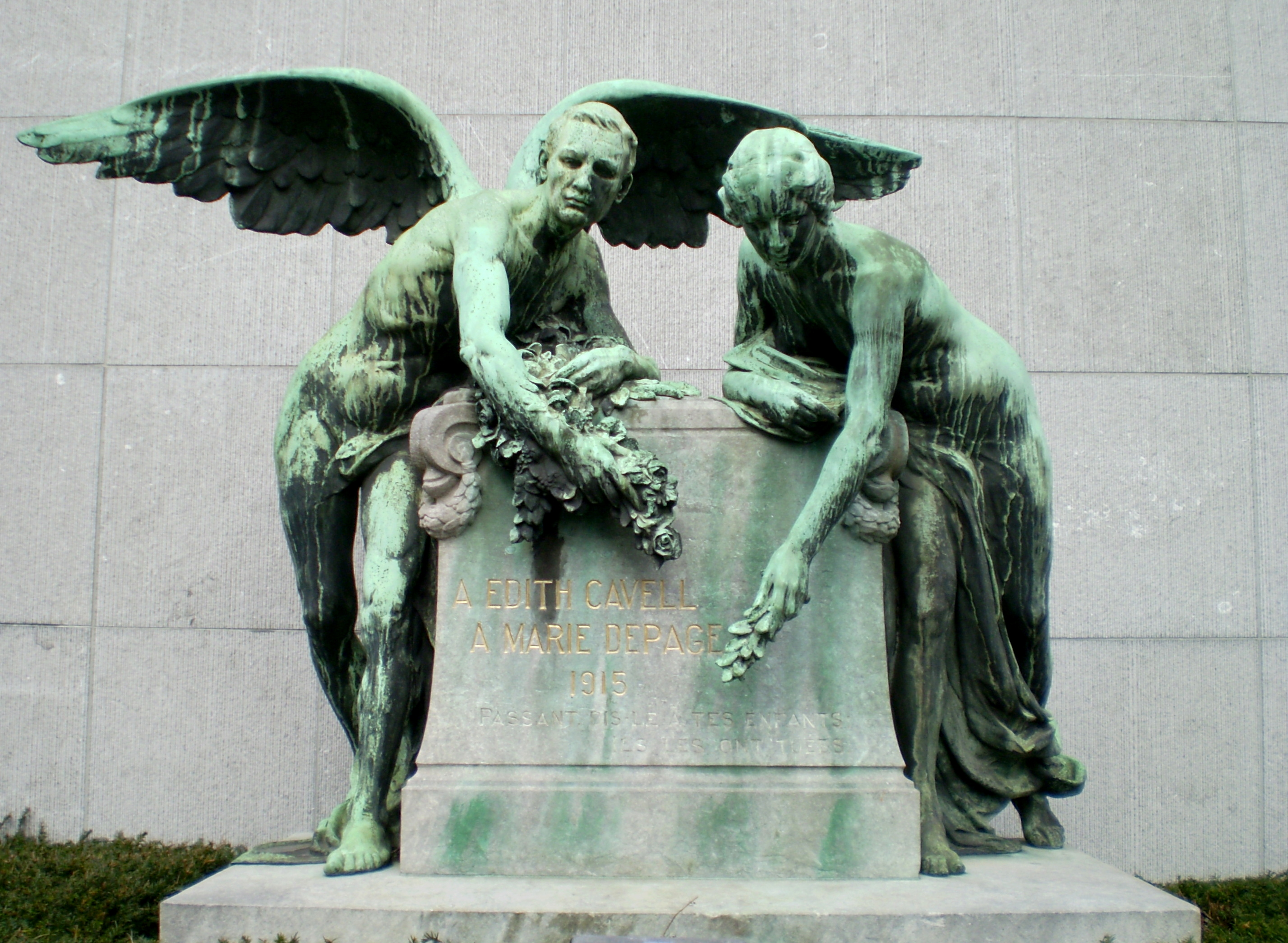
Monument a Edith Cavell i Marie Depage en Brussel·les
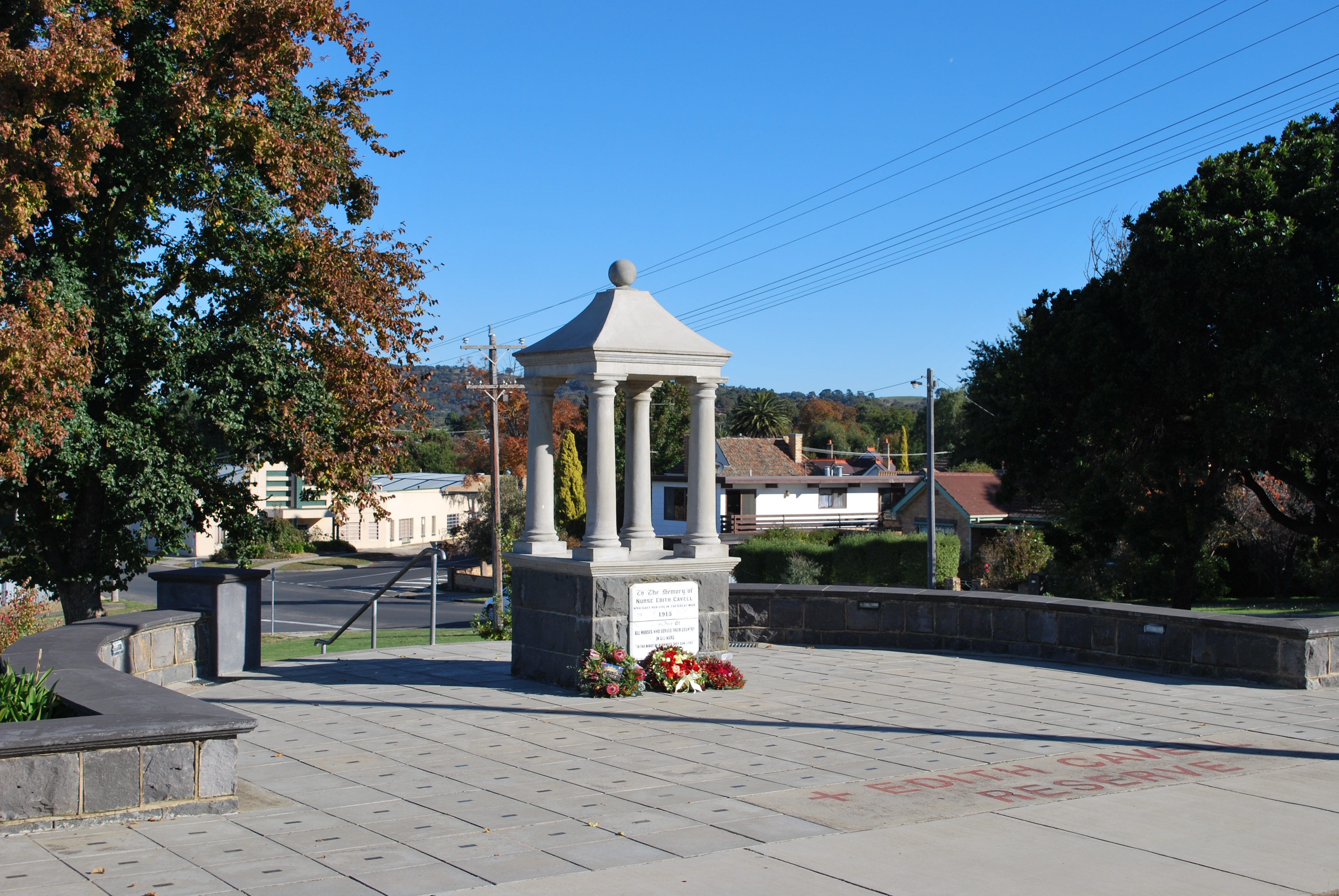
Memorial a Edith Cavell en Ararat, Victoria (Austràlia)
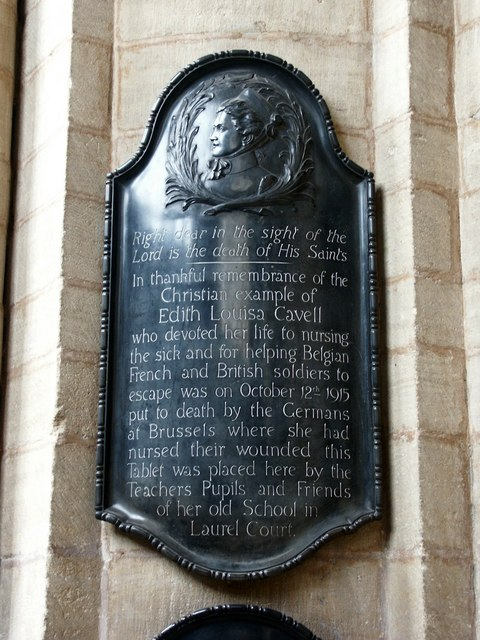
Memorial a Edith Cavell a l'interior de la Catedral de Peterborough, Peterborough (Regne Unit)
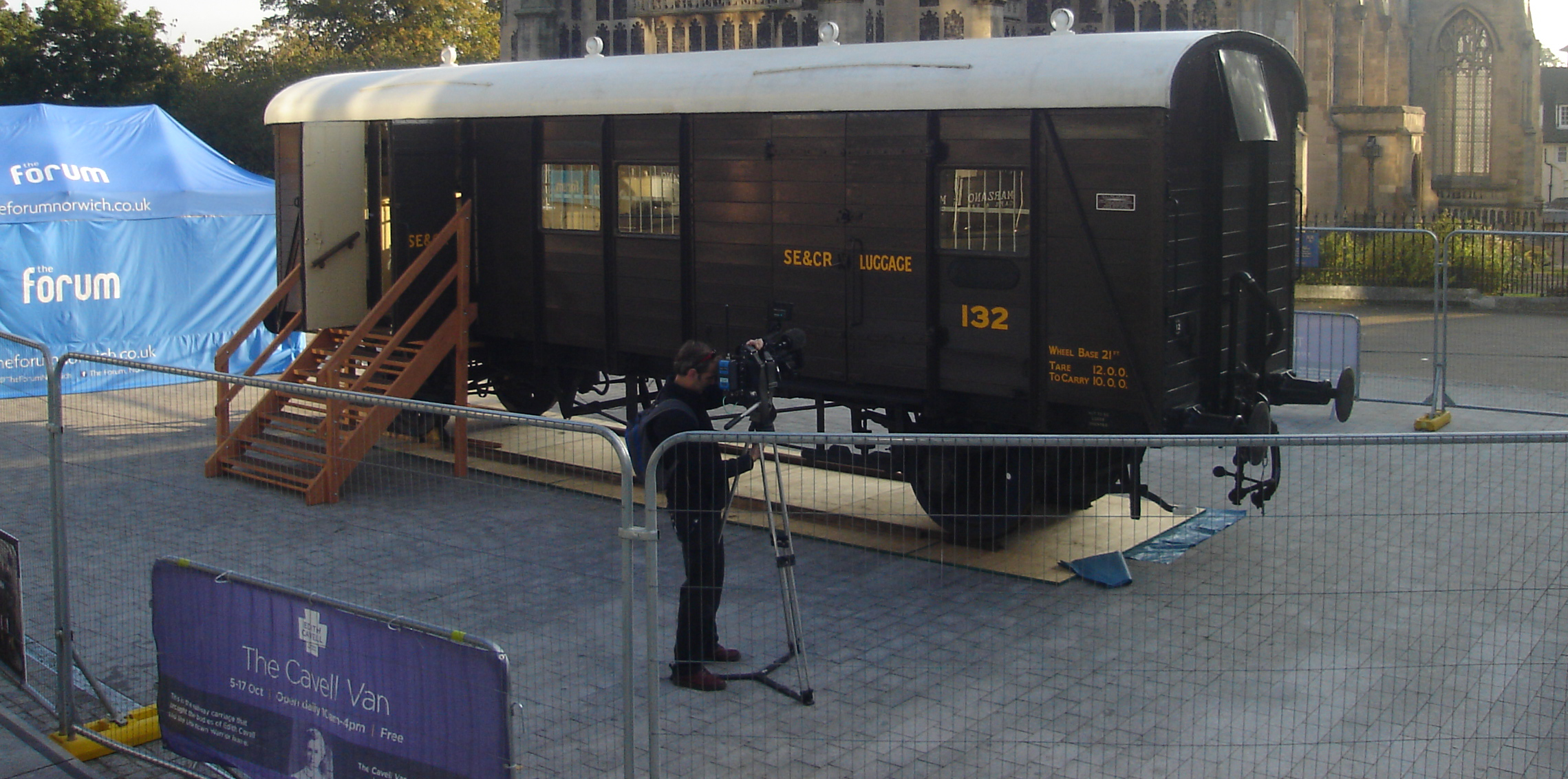
El Cavell Van va ser utilitzat per a transportar el cos d'Edith Cavell. La fotografia està feta a l'exterior de The Forum (Norwich, Regne Unit), com a part del centenari de la mort de Cavell al 2015.
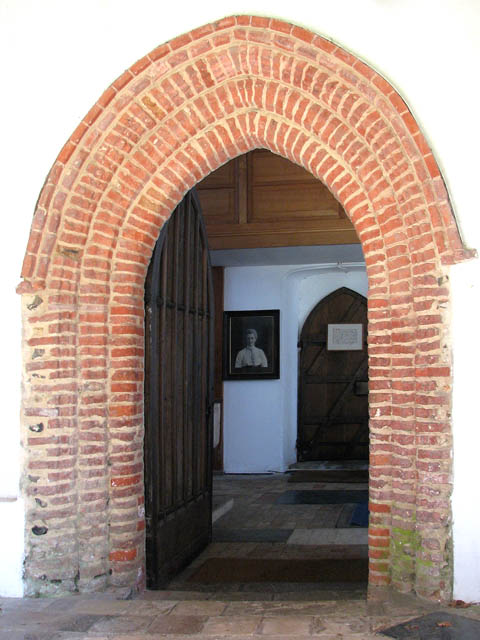
Retrat d'Edith Cavell a l'entrada sud de l'església de St. Mary, Swardeston, on el seu pare va ser vicari durant 45 anys.

## En la cultura popular

### Pel·lícules, obres de teatre i televisió
- La primera pel·lícula feta de la història va ser la pel·lícula muda australiana «The Martyrdome of Nurse Cavell» (El martiri de la infermera Cavell, 1916), que aviat va ser seguida per «Nurse Cavell» (La infermera Cavell, 1916).

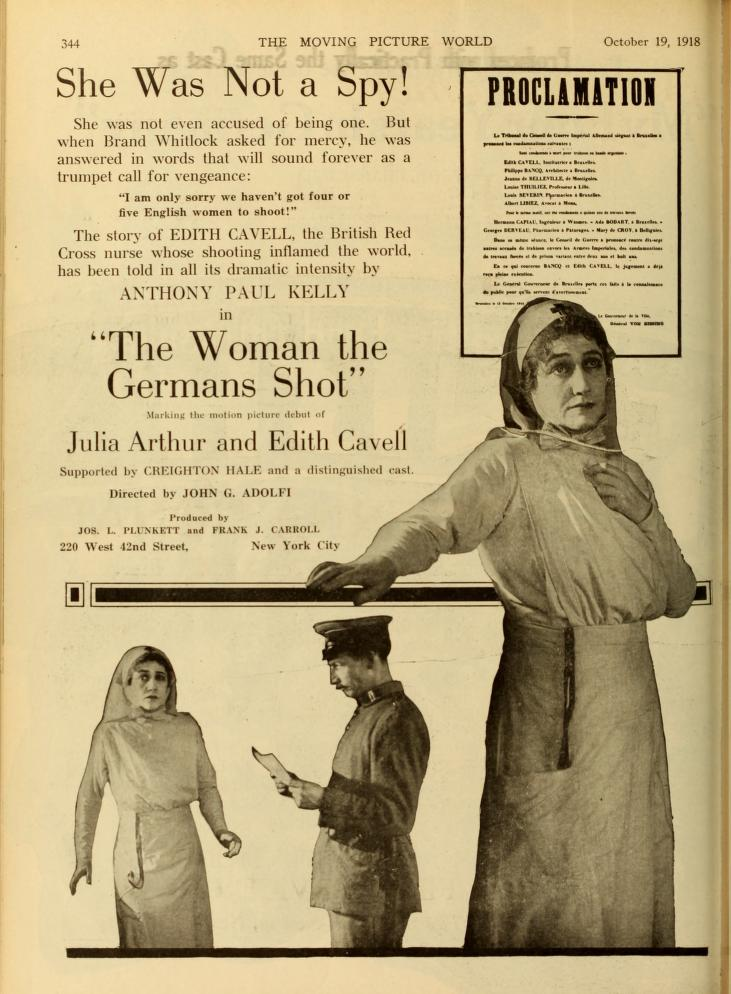
Cartell de la pel·lícula The Woman the Germans Shot (1918)

- En 1918, John G. Adolfi dirigeix «The Woman the Germans Shot» (La dona que van disparar els alemanys), protagonitzada per Julia Arthur com a Cavell.
- Herbert Wilcox va fer una pel·lícula muda en 1928 basada en la història anomenada «Dawn» (Alba) amb Sybil Thorndike. La va refer en 1939 amb el títol «Nurse Edith Cavell» (Infermera Edith Cavell), protagonitzada per Anna Neagle i George Sanders.
- En 1933, Cecil Scott Forester i Carl Eric Bechhofer Roberts van fer de la pel·lícula «Nurse Cavell» una obra de teatre de tres actes.[34]
- En el segon episodi de la sèrie de televisió de 1980 «To Serve Them All My Days» (Al seu servei tots els meus dies), s'esmenta a Cavell en un discurs a l'escola del Cos d'Entrenament d'Oficials.
- In the final episode of the 2014 BBC drama series The Crimson Field, Cavell is mentioned as having been executed, during the interrogation of Sister Joan Livesey.
- En «Les plus grans Belges» (Els belgues més grans), un programa de televisió de 2005 del canal públic francòfon belga RTBF, l'audiència va votar a Cavell com la 48a més gran de Bèlgica.
- «Patriot» (Patriota), una obra d'Angela Moffat, es va estrenar al Gran Teatre Arts Wing (Swansea, Gal·les) a l'octubre de 2014, amb Clara Novelli com Edith Cavell. Va ser produïda per la companyia de teatre Fluellen.

### Música
- Eventide: In Memoriam Edith Cavell (Caiguda de la tarda: En memòria d'Edith Cavell), de Patrick Hawes, és un oratori de 40 minuts que es va presentar en la catedral de Norwich (on està enterrada Cavell), al juliol de 2014.[35] L'estrena a Londres es va dur a terme en St Clement Danes, The Strand, Londres, pel centenari exacte de la seva mort, el 12 d'octubre de 2015.
- The Cavell Mass[Enllaç no actiu] (La missa Cavell), per David Mitchell, va ser una missa en llatí de 20 minuts, orquestrada per la SATB soli and chorus, acompanyada per una orquestra de trompetes, timbals, cordes i orgue. Va ser encarregada per la Belgian Edith Cavell Commemoration Group per al centenari de l'execució de Cavell. La seva estrena, el 10 d'octubre de 2015, es va fer en la Holy Trinity Pro-Cathedral, de Brussel·les, en les mateixes cadires del cor on Edith Cavell va cantar en 1915.[36]
- La cançó «Que Sera» de l'àlbum Silent June, d'O'Hooley & Tidow, va ser inspirada en l'execució d'Edith Cavell.[37]
- La cançó «Amy Quartermaine» de l'àlbum Margaret's Children (2011), de Manning, està basada en la vida de Cavell.
- La cançó «Saint Stephen's End» de l'àlbum The Felice Brothers (2008), de The Felice Brothers, inclou frases sobre la mort de Cavell.

### Altres
- Una filla del gran semental del pura sang Man o' War i d'una euga anomenada The Nurse (La infermera), va ser nomenada Edith Cavell. Nascuda el 1923, Edith Cavell va guanyar en 1926 el Coaching Club American Oaks i també va derrotar cavalls mascles en altres esdeveniments d'apostes.